# Прем'єр-міністр Норвегії
Прем'єр-міністр Норвегії, державний міністр Норвегії — голова уряду в Норвегії, який здійснює виконавчу владу. Призначається королем, зазвичай є лідером партії, що має найбільшу фракцію у Стортингу. З 14 жовтня 2021 року прем'єр-міністром є Йонас Гар Стьоре.